# Рибіни
Рибіни (пол. Rybiny) — село в Польщі, у гміні Топулька Радзейовського повіту Куявсько-Поморського воєводства. Населення — 84 особи (2011).
У 1975—1998 роках село належало до Влоцлавського воєводства.

## Демографія
Демографічна структура станом на 31 березня 2011 року:
|          | Загалом | Допрацездатний вік | Працездатний вік | Постпрацездатний вік |
| -------- | ------- | ------------------ | ---------------- | -------------------- |
| Чоловіки | 46      | 9                  | 32               | 5                    |
| Жінки    | 38      | 1                  | 24               | 13                   |
| Разом    | 84      | 10                 | 56               | 18                   |